# Bank von Thailand
Die Bank von Thailand (thailändisch ธนาคารแห่งประเทศไทย Thanakan Haeng Prathet Thai; im internationalen Sprachgebrauch: Bank of Thailand) ist die Zentralbank des Königreiches Thailand.

## Geschichte und Allgemeines
Die Bank von Thailand wurde zunächst als das „Thai National Banking Bureau“ eingerichtet.
Am 28. April 1942 wurde der „Bank of Thailand Act“ veröffentlicht, in dem der „Bank of Thailand“ sämtliche Verantwortung aller Zentralbank-Funktionen übertragen wurde. Die Bank nahm am 10. Dezember 1942 offiziell ihren Betrieb auf.
Die Bank von Thailand wird von einem Gouverneur und vier Stellvertretern geleitet. Seit Oktober 2020 ist Sethaput Suthiwart-Narueput der Gouverneur der Zentralbank.
Sitz der Bank von Thailand ist der Palast Bang Khun Phrom im Bangkoker Bezirk Phra Nakhon.

## Aufgaben
Aufgaben der Zentralbank sind unter anderem:
1. Betreiben der Geldpolitik
2. Aufsicht über nationale Kreditinstitute
3. Beratung der Regierung in puncto Wirtschaftspolitik
4. Unterhaltung der Währungsreserve
5. Druck und Herausgabe von Banknoten (Notenbank)

Seit Mai 2000 ist die Geldpolitik auf eine Zielbandbreite der Kerninflation (Preisindex ohne Energie und Rohnahrungsmittel) gerichtet. Derzeit liegt die Zielbandbreite bei 0 % – 3,5 %.